# Holbæk Amts Venstreblad
Holbæk Amts Venstreblad eller blot Venstrebladet, som der står i avisens hoved, er en avis for områderne Holbæk og Odsherred. Avisen har siden sin grundlæggelse 1. april 1905 været tilknyttet Det Radikale Venstre. I 1. halvår 2007 udkom avisen mandag-lørdag i 14.887 eksemplarer.
Holbæk Amts Venstreblad er sammen med Skive Folkeblad de eneste tilbageværende aviser med et tilhørsforhold til Det Radikale Venstre. Det politiske ståsted var særligt tydeligt i starten af det 20. århundrede, men siden avisen fik monopol i området i 1960, er avisen blevet mindre politisk og mere bredt appellerende med en kraftig satsning på det lokale stof. I 1990 indgik bladet i et selskabsmæssigt og teknisk samarbejde med Kalundborg Folkeblad under navnet Medieselskabet Nordvestsjælland. Redaktionelt var der frem til sommeren 2011 stadig tale om to selvstændige udgivelser, men da blev de lagt sammen til Nordvestnyt.
Nuværende chefredaktør er Mogens Flyvholm. 